# Saint-Léger-sous-Cholet
 Saint-Léger-sous-Cholet  es una población y comuna francesa, en la región de Países del Loira, departamento de Maine y Loira, en el distrito de Cholet y cantón de Cholet-1.

## Demografía
| 653 | 701 | 1236 | 1857 | 2470 | 2604 |
| Para los censos de 1962 a 1999 la población legal corresponde a la población sin duplicidades (Fuente: INSEE [Consultar]) |     |      |      |      |      |